# Albatera
Albatera ist eine Gemeinde im Südosten von Spanien in der Provinz Alicante. 2024 hatte die Gemeinde 13.296 Einwohner.

## Geografie
Albatera gehört zur Comarca Vega Baja del Segura der Provinz Alicante in der Valencianischen Gemeinschaft. Ihre Gemeindegrenzen bilden: im Norden Hondón de las Nieves und Hondón de los Frailes; im Osten Crevillente; im Westen Orihuela; und im Süden Callosa de Segura, Granja de Rocamora, Coix und San Isidro.

## Geschichte
Ein Teil des Gemeindegebiets wurde am 30. März 1993 abgetrennt, um die Gemeinde San Isidro zu bilden.

## Wirtschaft
Die Wirtschaft von Albatera basiert hauptsächlich auf Handel, der Herstellung von Kleidung und der Landwirtschaft.

## Sehenswürdigkeiten
Das bedeutendste Denkmal der Stadt ist die barocke katholische Kirche Santiago Apóstol aus dem Jahr 1727.